# Dàguān Qū
Dàguān Qū o distrito de Dàguān es una localidad de la ciudad-prefectura de Anqing en la provincia de Anhui, República Popular China, con una población censada en noviembre de 2010 de 275 003 habitantes.
Se encuentra situada cerca del río Yangtsé, de las montañas Dabie y de la frontera con las provincias de Jiangxi y Hubei.